# Margarete Himmler

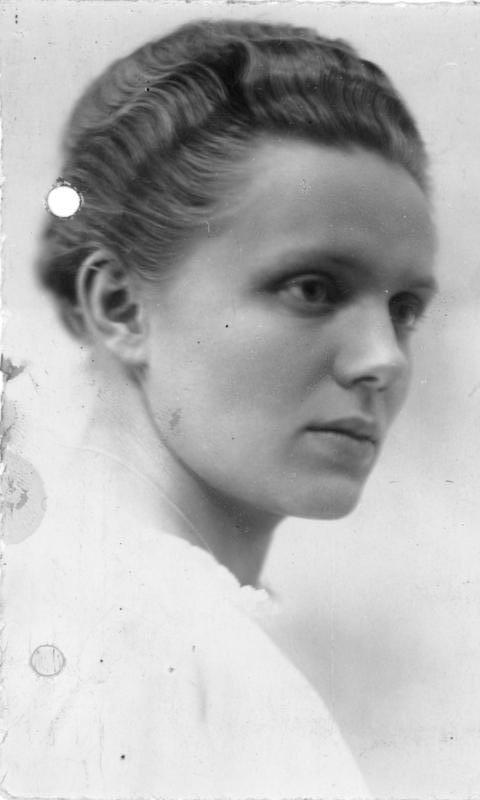
Margarete Himmler nel 1918

Margarete Himmler, anche detta Marga (Goncarzewo, 9 settembre 1893 – Monaco di Baviera, 25 agosto 1967), è stata un'infermiera tedesca, moglie del Reichsführer-SS Heinrich Himmler.

## Biografia
Margarete Boden nacque a Goncarzewo, vicino a Bromberg (oggi Bydgoszcz), figlia del proprietario terriero Hans Boden e di sua moglie Elfriede Popp. Margarete aveva tre sorelle (Elfriede, Lydia e Paula) e un fratello. Nel 1909 frequentò la Höhere Töchterschule di Bromberg. Durante la prima guerra mondiale lavorò come infermiera, a guerra finita continuò in un ospedale della Croce Rossa tedesca.
Il suo primo matrimonio fu breve e non ebbe figli. Grazie al sostegno economico del padre, fu in grado di gestire e dirigere una clinica infermieristica privata a Berlino.

### Matrimonio con Heinrich Himmler
Heinrich Himmler conobbe la sua futura moglie Margarete nel 1927. Si incontrarono durante una delle sue conferenze. In una lettera, Margarete si riferisce a Heinrich Himmler come al "Lanzichenecco dal cuore duro", ma rimase comunque colpita dal suo stile di scrittura romantico e dal suo amore sincero nei suoi confronti: l'infermiera bionda con gli occhi azzurri corrispondeva perfettamente alla donna ideale di Heinrich Himmler.

Sette anni più anziana di lui, Margarete condivise con Heinrich l'interesse per l'erboristeria e l'omeopatia. Entrambi avevano in comune un'eccessiva propensione all'efficienza e all'ordine, seguendo uno stile di vita parsimonioso. Dal marito riceveva un costante flusso di informazioni antisemite e di diatribe contro comunisti e massoni. Il suo antisemitismo fu evidente in una lettera del 22 giugno 1928, indirizzata ad Heinrich Himmler, in cui fece commenti denigratori sul comproprietario della clinica privata di Berlino, il ginecologo e chirurgo Bernhard Hauschildt, esclamando:"Quel Hauschildt! Quegli ebrei sono tutti uguali!"

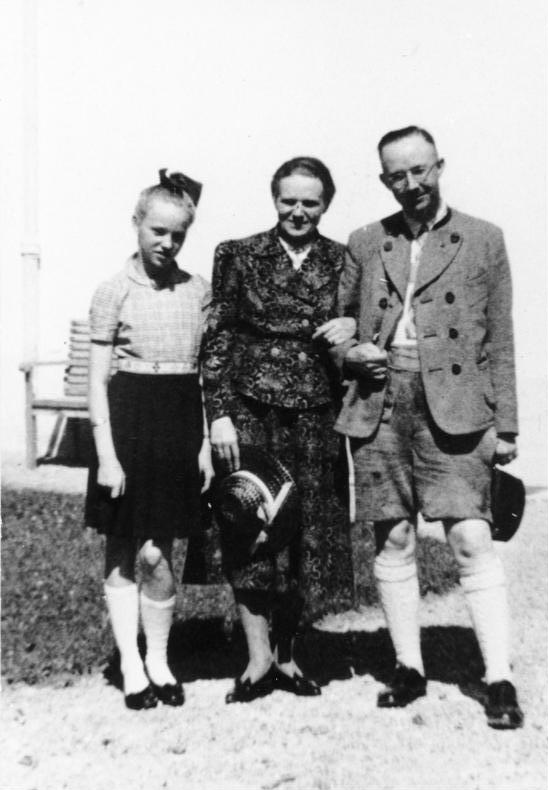
Margarete (al centro) con Heinrich e la figlia Gudrun.

Heinrich e Margarete si sposarono nel luglio del 1928. Inizialmente Heinrich ebbe difficoltà a rivelare ai genitori la sua relazione con Margarete, in parte perché lei aveva sette anni in più, ma anche perché era già divorziata e, soprattutto, perché era protestante. Nessun familiare di Himmler partecipò al matrimonio, infatti i testimoni di Heinrich furono il suocero e il cognato. Nel tempo, i genitori di Heinrich accettarono Margarete, ma la famiglia si tenne a debita distanza da lei, atteggiamento mantenuto per tutta la durata della relazione. La coppia ebbe un'unica figlia, Gudrun, nata l'8 agosto 1929; furono anche genitori adottivi di Gerhard von Ahe, figlio di un ufficiale delle SS morto prima della guerra.
Margarete vendette le sue quote della clinica e usò il ricavato per comprare un terreno a Waldtrudering, vicino a Monaco, dove costruirono una casa. Himmler era sempre lontano per gli impegni di partito, così la moglie si occupò dei loro sforzi - per lo più infruttuosi - di allevare bestiame da vendere. Dopo la presa del potere da parte dei nazisti nel gennaio 1933, la famiglia si trasferì prima a Monaco e nel 1934 a Gmund am Tegernsee. In seguito Himmler ottenne una casa più grande nel sobborgo berlinese di Dahlem come residenza ufficiale. La coppia si vedeva ormai raramente, poiché Himmler era totalmente assorbito dal lavoro politico.

Gebhard, fratello maggiore di Heinrich Himmler, caratterizzò Margarete come una "donna fredda e dura, dai nervi estremamente delicati, che non emanava alcun calore e passava troppo tempo a lamentarsi" e che, nonostante queste caratteristiche, era stata una "casalinga esemplare", che amava devotamente Heinrich e rimase fedele al marito. Margarete si iscrisse al Partito Nazista già nel 1928 (numero 97.252). A causa delle enormi responsabilità di Himmler, il rapporto con Marga diventò teso. La coppia si ritrovava per le funzioni sociali; erano spesso ospiti a casa di Reinhard Heydrich. Margarete considerava suo dovere invitare le mogli degli alti dirigenti delle SS per un caffè e un tè il mercoledì pomeriggio. Nonostante i suoi sforzi e il fatto che fosse sposata con il Reichsführer-SS, Margarete rimase impopolare negli ambienti delle SS. L'ex leader della Gioventù hitleriana Baldur von Schirach scrisse nelle sue memorie che Heinrich Himmler era costantemente "bacchettato", aveva essenzialmente zero influenza in casa e doveva piegarsi alla volontà di Margarete.

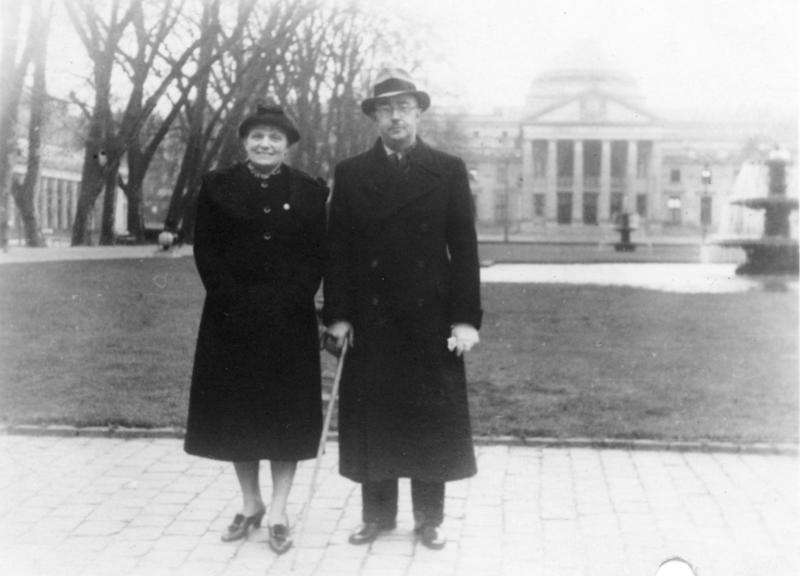
Margarete con il marito davanti al Kurhaus, Wiesbaden, novembre/dicembre 1936.

Durante il Raduno di Norimberga del 1938, Margarete entrò in conflitto con la maggior parte delle mogli dei più alti dirigenti delle SS, le quali si rifiutarono di prendere indicazioni da lei. Secondo i biografi di Heydrich e lo storico Robert Gerwarth, Lina Heydrich nutriva una "violenta antipatia" nei confronti di Margarete Himmler, che probabilmente era anche ricambiata. Dopo la guerra, Lina Heydrich fece commenti denigratori a un giornalista di Der Spiegel: Margarete fu descritta come una "donna dalla mentalità ristretta, priva di umorismo e dai capelli biondi" che soffriva di agorafobia.
Hedwig Potthast, giovane segretaria di Himmler dal 1936, divenne la sua amante nel 1938 e lasciò il lavoro nel 1941. Con lei Himmler ebbe due figli: un maschio, Helge (nato nel 1942) e una femmina, Nanette Dorothea (nata nel 1944 a Berchtesgaden). Margarete, che ormai viveva con la figlia nella città di Gmund am Tegernsee in Baviera, venne a conoscenza della relazione solo nel 1941. Margarete e Himmler erano già separati e decise di tollerare la relazione per il bene di sua figlia.

## Seconda guerra mondiale
Una volta scoppiata la seconda guerra mondiale, Himmler aiutò a gestire un ospedale militare affiliato alla Croce Rossa tedesca. Nel dicembre 1939, supervisionò gli ospedali della Croce Rossa nel Distretto Militare III (Berlino-Brandeburgo). In questa posizione, condusse alcune missioni nei territori e nei Paesi occupati dalla Wehrmacht tedesca. Nel marzo 1940, Margarete registrò un viaggio di lavoro nella Polonia occupata, quindi fu certamente testimone degli eventi in corso nel Paese. Nei suoi diari, scritti mentre era in servizio, Margarete annotò:"Poi sono stata a Posen, Łódź e Varsavia. Questa marmaglia di ebrei, polacchi, la maggior parte di loro non sembrano essere umani e la sporcizia è indescrivibile. È un lavoro incredibile cercare di creare ordine lì".
Per i suoi sforzi, Margarete raggiunse il grado di colonnello della Croce Rossa tedesca. Nel febbraio 1945, scrivendo a Gebhard Himmler, Margarete disse di Heinrich: "È meraviglioso che sia stato chiamato a grandi compiti e che ne sia all'altezza. Tutta la Germania lo aspetta".
Heinrich Himmler era molto legato alla sua prima figlia, Gudrun, che soprannominò Püppi ("bambolina"); le telefonava ogni tanto e le faceva visita ogni volta che poteva. Hedwig e Margarete rimasero entrambe fedeli a Himmler. Margarete e Heinrich si videro per l'ultima volta nell'aprile del 1945, passando del tempo insieme con Gudrun nella loro residenza di Gmund.

## Nel dopoguerra

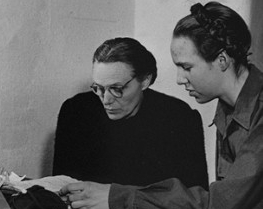
Margarete Himmler (a sinistra) con la figlia Gudrun durante il processo di Norimberga, 24 novembre 1945.

Nel 1945, Margarete e Gudrun lasciarono Gmund mentre le truppe alleate avanzavano. Margarete e Gudrun furono arrestate dall'esercito statunitense nel maggio 1945, dopo l'invasione di Bolzano. Furono tenute prigioniere in diversi campi di internamento in Italia, Francia e Germania. Durante questo periodo, Margarete fu interrogata, ma risultò chiaro che non era informata degli affari ufficiali del marito e fu descritta come una donna da "mentalità di provincia" che persistette durante l'interrogatorio.
Nel settembre 1945, Margarete Himmler fu nuovamente interrogata, ma questa volta durante il processo di Norimberga. Margarete e Gudrun furono quindi detenute nel campo di internamento Flak-Kaserne Ludwigsburg. Non essendo state accusate, lei e Gudrun furono rilasciate nel novembre 1946. Si rifugiarono per un certo periodo presso l'istituto Bethel di Bielefeld. Il soggiorno di Margarete fu espressamente approvato dal Consiglio direttivo dell'Istituzione Bethel, ma ciò non fu privo di controversie. Il 4 giugno 1947, nell'edizione europea del New York Tribune, apparve un articolo intitolato "La vedova di Heinrich Himmler vive come una gentildonna".
Nel 1948, a Bielefeld, Margarete fu classificata come criminale minore (categoria III) e doveva essere denazificata di conseguenza. Nel 1950, Margarete si rivolse a un avvocato per contestare questa sua classificazione, poiché sosteneva che la sua iniziale appartenenza al partito nazista fosse al più "nominale" e che il suo alto rango derivava dal suo servizio precoce presso la Croce Rossa tedesca, nella quale aveva prestato servizio dal 1914. Margarete sostenne che, pur essendo stata la moglie del Reichsführer-SS, rimase lontana dai riflettori. Ciononostante, la commissione di denazificazione di Detmold rivalutò la sua classificazione, sostenendo che probabilmente supportò gli obiettivi del Partito nazista appoggiando le azioni del marito. Durante il successivo processo di appello, il suo avvocato insistette sul fatto che Margarete non poteva essere ritenuta responsabile delle azioni del marito e controbatté che la decisione ufficiale era guidata dall'idea di Sippenhaft, cosa che implicava la responsabilità per i legami familiari in essere. Il 19 marzo 1951 fu infine classificata come Mitläuferin (categoria IV): secondo quest'ultima sentenza, non doveva essere ritenuta responsabile dei crimini del marito, nonostante non ne fosse distante.
Furono presentate ulteriori argomentazioni secondo cui lei e la figlia avevano beneficiato dell'ascesa politica del marito. Per questo motivo, il primo ministro bavarese Hans Ehard avviò un altro procedimento di denazificazione nella zona di occupazione britannica: questo procedimento si concentrò sulla questione irrisolta della proprietà della casa di Margarete e Heinrich a Gmund. Il 15 gennaio 1953, all'udienza finale contro Margarete a Monaco, fu classificata come beneficiaria del regime nazista e quindi inserita nella categoria II (Attivisti, militanti e profittatori, o persone incriminate; in tedesco: Belastete) e condannata a 30 giorni di lavoro speciale/punitivo. Perse anche i diritti alla pensione e al voto.
Gudrun lasciò Bethel nel 1952. Dall'autunno del 1955, Margarete visse con la sorella Lydia a Heepen, insieme al figlio adottivo Gerhard. Gli ultimi anni di Margarete furono trascorsi con la figlia a Monaco. Gudrun uscì da questa esperienza amareggiata per i presunti maltrattamenti subiti e rimase devota alla memoria del padre.

## Valutazione
Peter Longerich osserva che Margarete Himmler probabilmente non era a conoscenza dei segreti ufficiali o dei progetti pianificati dal marito durante il periodo nazista. Dopo la guerra affermò di non essere a conoscenza dei crimini nazisti, ma rimase una nazionalsocialista convinta e certamente antisemita.
Jürgen Matthäus la descrisse come una tipica nazista che voleva la scomparsa degli ebrei e osservò che, nonostante gli sforzi contrari per isolarsi dal regime e dai suoi crimini, ne traeva vantaggio.